# 410 (numero)
Quattrocentodieci (410) è il numero naturale dopo il 409 e prima del 411.

## Proprietà matematiche
- È un numero pari.
- È un numero composto con 8 divisori: 1, 2, 5, 10, 41, 82, 205, 410. Poiché la somma dei suoi divisori (escluso il numero stesso) è 346 < 410, è un numero difettivo.
- È un numero di Harshad (in base 10), cioè è divisibile per la somma delle sue cifre.
- È un numero sfenico.
- È un numero palindromo nel sistema di numerazione posizionale a base 9 (505), a base 11 (343) e a base 12 (2A2).
- È un numero nontotiente (per cui la equazione φ(x) = n non ha soluzione).
- È un numero congruente.
- È parte delle terne pitagoriche (90, 400, 410), (168, 374, 410), (246, 328, 410), (266, 312, 410), (410, 984, 1066), (410, 1656, 1706), (410, 8400, 8410), (410, 42024, 42026).

## Astronomia
- 410P/NEAT-LINEAR è una cometa periodica del sistema solare.
- 410 Chloris è un asteroide della fascia principale del sistema solare.
- NGC 410 è una galassia ellittica della costellazione dei Pesci.

## Astronautica
- Cosmos 410 è un satellite artificiale russo.